# E2fsprogs
e2fsprogs (иногда называемая e2fs programs) — набор служебных утилит с открытым исходным кодом для работы с файловыми системами ext2, ext3 и ext4, которые часто используются во множестве дистрибутивов Linux. Утилиты служат для проверки целостности файловых систем, поиска и исправления ошибок, изменения настроек, форматирования.
Многие из этих утилит используют библиотеку libext2fs.
Несмотря на название, e2fsprogs работает не только с ext2 и ext3, но и с ext4. Хотя возможности журналируемой ФС ext3 могут уменьшить необходимость в e2fsck, эта программа иногда просто необходима для защиты от багов ядра или плохого оборудования.
Как компаньон userspace для драйверов ext2, ext3 и ext4 в Linux kernel, e2fsprogs наиболее часто используется с GNU/Linux. Однако, e2fsprogs была перенесена в другие системы, такие как FreeBSD и Darwin.

Сравнение времени работы утилиты fsck (e2fsck) в зависимости от количества Inode для ext3 и ext4.

С ext4 время запуска e2fsck должно значительно снизиться.

## Состав e2fsprogs
В e2fsprogs входят:
- badblocks — используется для поиска плохих блоков;
- chattr — изменяет атрибуты файлов на файловой системе ext2fs;
- debugfs — используется для ручного просмотра и изменения внутренней структуры файловой системы;
- dumpe2fs — печатает superblock and block group information;
- e2fsck — fsck-программа, проверяющая и корректирующая несоответствия;
- e2image — записывает критические данные файловой системы в файл;
- e2label — используется для просмотра и изменения метки файловой системы;
- lsattr — печатает список атрибутов файловой системы;
- mke2fs — используется для создания файловых систем ext2, ext3 и ext4;
- mklost+found — создаёт каталог lost+found и выделяет для него блоки дискового пространства;
- resize2fs — используется для изменения пространства, выделенного под файловые системы ext2, ext3 and ext4;
- tune2fs — используется для модифицирования параметров файловой системы.